# Bargo mediceo di Bonistallo

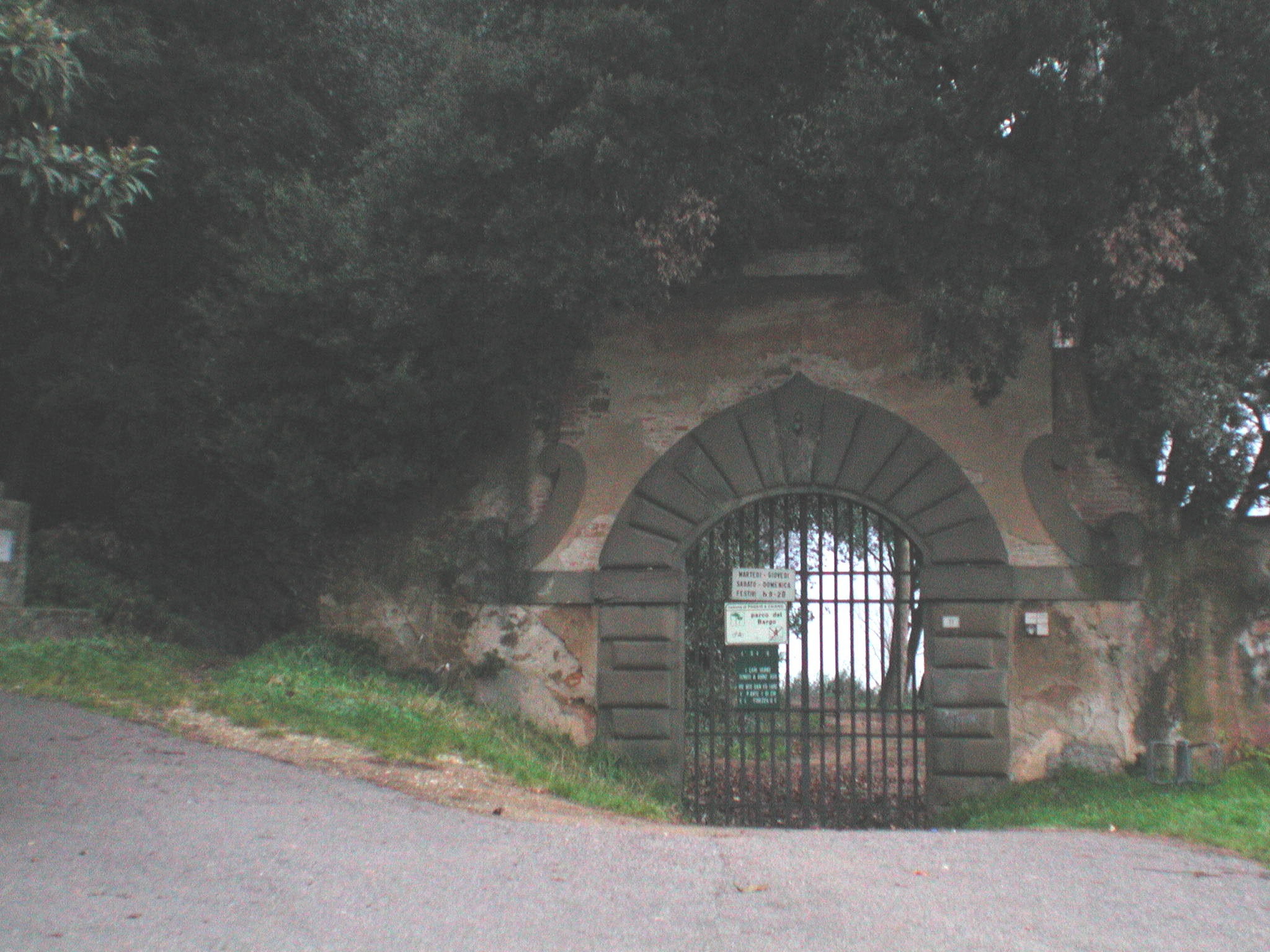
Ingresso monumentale a valle

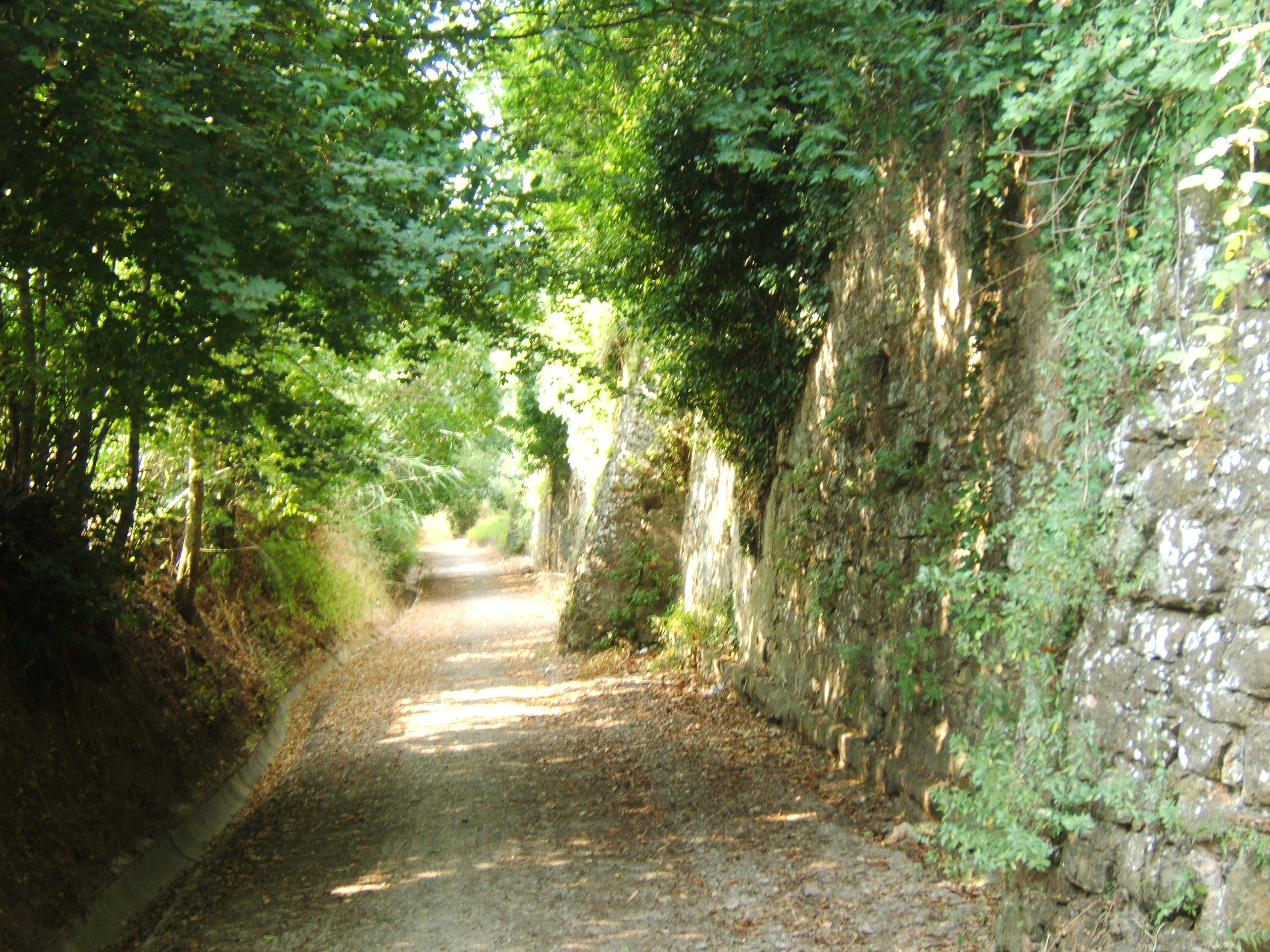
Mura del bargo sul lato sud-ovest

Il Bargo mediceo di Bonistallo è un parco nel comune di Poggio a Caiano (provincia di Prato).
Il piccolo barco ("area boscata e recintata destinata alla caccia"), conosciuto come Bargo mediceo di Bonistallo, viene spesso confuso, anche in pubblicazioni importanti, con il grande Barco reale di Artimino, posteriore come epoca, posto sul crinale del Montalbano, anch'esso recintato e dedicato alla caccia, ma di gran maggiore estensione e con il quale non è in relazione se non per stessa la funzione venatoria.

## Storia e descrizione
Si tratta di un piccolo bosco poco fuori Poggio a Caiano, e occupa una parte del colle di Bonistallo sulla cui sommità si trovano le due antiche chiese di San Francesco e di Santa Maria Assunta.
Attualmente è un parco pubblico, ma dal XVI secolo al XIX secolo fu utilizzato per le attività venatorie dei granduchi e della corte che risiedevano spesso nella vicina villa Medicea di Poggio a Caiano.
A tale scopo l'area era recintata con un alto muro di oltre due metri che aveva, in origine tre entrate con portali ad arco, di cui due ancora oggi conservati, e cancelli metallici.
Le prime notizie del bargo le troviamo nel testamento di Cosimo I.
Pertanto possiamo supporre che la costruzione del muro, i portali e la sistemazione del bosco risalgono al periodo di intensi lavori relativi alla villa ed ai suoi annessi, diretti da Tribolo, che la resero una residenza adatta ad accogliere la corte. Seppure ancora senza prove documentali, possiamo ipotizzare che i portali ad arco che rappresentavano gli ingressi al piano ed a monte del boschetto, siano dovuti al progetto di Tribolo, o comunque dei suoi collaboratori (come Davide Fortini) che allora era il responsabile di tutti i lavori "al Poggio".
Il bosco era probabilmente preesistente a tali opere in quanto occupa un pendio orientato a Nord su di un terreno probabilmente poco fertile a causa delle sue caratteristiche geologiche caratterizzare dall'essere, tutto il colle di Bonistallo, un enorme blocco di macigno, tanto che all'interno del boschetto si trovano le tracce di una piccola cava di pietra serena, utilizzata nel XVIII secolo, probabilmente per poco tempo a causa di una scarsa qualità.
Il barco rimase probabilmente indisturbato fino al XX secolo, quando, prima il passaggio di possesso all'Associazione Nazionale dei Combattenti che sfrutterà il bosco con tagli indiscriminati e poi la presenza di truppe durante la seconda guerra mondiale che si accamparono all'interno del recinto, anche con mezzi cingolati, portarono notevoli danni al secolare patrimonio arboreo, modificando radicalmente la sistemazione interna, introducendo nuove tortuose percorrenze interne che prevalgono sul disegno originario.